# Operação Artemis
Operação Artemis (em francês:  Opération Artémis) foi uma missão militar de curto prazo autorizada pelo Conselho de Segurança das Nações Unidas, sob sua Resolução 1484 de 30 de maio de 2003, liderada pela União Europeia na República Democrática do Congo durante o conflito de Ituri. A Artemis é considerada a primeira operação militar liderada pela UE, a primeira missão de resposta rápida da UE e a primeira operação fora da Europa realizada em cooperação entre a UE e as Nações Unidas.   A implantação das tropas da EUFOR diminuiu rapidamente a intensidade do conflito. Marcou a primeira missão militar autônoma da UE fora da Europa e um marco importante no desenvolvimento da Política de Defesa e de Segurança Comum.